# Цементний
Цеме́нтний (рос. Цементный) — селище у складі Нев'янського міського округу Свердловської області.
Населення — 5808 осіб (2010, 6072 у 2002).
До 12 жовтня 2004 року селища мало статус селища міського типу.